# 네덜란드 의회

스타텐헤네랄 문장

네덜란드 의회(네덜란드어: Staten-Generaal 스타텐헤네랄[*])는 양원제를 채택하고 있으며, 상원은 제1원(Eerste Kamer), 하원은 제2원(Tweede Kamer)이라고 부른다. 의사당은 헤이그에 위치한다.

## 기능
상원과 하원은 동등한 기능을 갖지만, 법안을 발의할 권한은 하원에만 주어져 있다. 또한 왕위 계승자가 없고 섭정이 권한을 행사할 수 없는 상태일 경우 양원이 모여 다음 왕을 지명할 수 있도록 헌법으로 정하고 있다.

## 역사
15세기 저지대 국가는 신성 로마 제국의 지배 하에 있었으며, 부르고뉴 왕가가 이 지역을 다스리고 있었다. 이때 각 주 별로 계급을 대표하는 대표자들이 모여 부르고뉴의 지배자들에게 정치적 압력을 행사하는 의회가 생겨났다. 스타텐헤네랄(범 계급 의회)이라는 이름의 유래는 이때 생겨났다. 이때의 의사당은 브뤼셀에 있었으나, 정기적으로 열리는 의회는 아니었다.
네덜란드 독립 전쟁 발발 당시 스타텐헤네랄은 합스부르크 스페인의 지배자인 펠리페 2세를 지지했으나, 1576년부터 스페인 왕가의 지배에 반기를 들었다. 1579년, 스페인의 지배에 찬성하는 남부 주(오늘날의 벨기에)와 북부 주(오늘날의 네덜란드)로 나뉘어 각각 연방을 결성했다. 북부 주는 1581년 공식적으로 독립을 선언하고 네덜란드 공화국을 세웠다. 이때부터 스타텐헤네랄은 입법과 행정을 포함한 국가의 주권을 행사하게 되었다. 스타텐헤네랄은 1593년부터 1795년 프랑스에 점령되어 해산될 때까지 매년 정기 의회를 열었다.
1813년 프랑스의 괴뢰 정부였던 바타비아 공화국이 해체된 후 네덜란드 연합 왕국이 성립되면서 스타텐헤네랄이 재건되었다. 그러나 이전 공화국 의회와 달리 국가의 주권과 행정권은 국왕에게 있었고, 각 주가 1표씩을 행사하는 인구에 비례해서 대표가 선출되는 오늘날의 형태를 갖게 되었다.